# Chuyến bay 5017 của Air Algérie
Chuyến bay 5017 của Air Algérie là một chuyến bay thường lệ quốc tế vận chuyển khách bằng máy bay McDonnell Douglas MD-80 của Air Algérie bay từ Ouagadougou đến Algiers ngày 24/7/2014. Hãng đã bị mất liên lạc với máy bay đang chở ít nhất 110 hành khách và 6 phi hành đoàn, 50 phút sau khi cất cánh, trên bầu trời Bắc Mali ngày 24 tháng 7 năm 2014.. Khi máy bay đang ở gần biên giới Algeria thì phi hành đoàn yêu cầu được đổi hướng vì tầm nhìn kém và để tránh va chạm một máy bay khác đang bay lộ trình Algiers – Bamako (Mali). Một quan chức Algeria giấu tên sau đó nói rằng máy bay đã bị rơi, 
Trong khi Air Algérie nói rằng chiếc máy bay rõ ràng đã bị rơi gần Tilemsi. Hãng Air Algérie đã ra kế hoạch truy tìm khẩn cấp.
Hãng hàng không Tây Ban Nha Swiftair là chủ của chiếc máy bay MD-83 cho Air Algéie thuê lại mang số hiệu AH5017. Chiếc máy bay này đã có tuổi đời 18 năm hoạt động. Air Algérie thuê máy bay này để tăng tải trong dịp hè.
Máy bay đã bị rơi xuống vị trí cách thành phố Niamey khoảng 482 km trong tình trạng thời tiết xấu. Một số nguồn tin cho biết trong số 110 hành khách có 80 người mang quốc tịch Pháp và phi hành đoàn 6 người đều là công dân Tây Ban Nha.

## Tìm kiếm
Hai máy bay chiến đấu của Pháp đồn trú ở Tây Phi được điều động truy tìm máy bay mất tích.
Lực lượng tìm kiếm của Pháp báo cáo phát hiện các mảnh vỡ của máy bay trong một khu vực giữa Gao và Kidal, trong một khu vực sa mạc khó tiếp cận. Tổng thống Mali Ibrahim Boubacar Keïta nói các mảnh vỡ máy bay đã được tìm thấy ở sa mạc phía bắc đất nước, giữa Aguelhoc và Kidal.
Tướng Gilbert Diendere, một thành viên của đơn vị xử lý khủng hoảng thuộc quân đội Burkina Faso, cho biết các điều tra viên đã kiểm tra xác máy bay gần Boulikessi, Mali cách biên giới Mali – Burkina Faso 50 km về phía bắc. Nhóm điều tra viên đã xác nhận đó là xác máy bay, bị cháy rụi hoàn toàn, các mảnh vỡ vun vãi trên mặt đất và thi thể nạn nhân cũng được phát hiện.
Pháp gửi một đơn vị quân đội đến bảo vệ hiện trường xác máy bay.

## Những người bị nạn
110 hành khách có mặt trên chuyến bay trong đó bao gồm Pháp (50), Burkina Faso (27), Li Băng (8), Algeria (6), Canada (5), Đức (4), Luxemburg (2), Thụy Sĩ (1), Bỉ (1), Ai Cập (1), Ukraine (1), Nigeria (1), Cameron (1) và Mali (1). Phi hành đoàn gồm 6 thành viên quốc tịch Tây Ban Nha.
Trên máy bay có tổng cộng 116 người, có 50 người Pháp. Theo một nữ phát ngôn viên chưa SEPLA, Hiệp hội phi công Tây Ban Nha, 6 thành viên phi hành đoàn là người Tây Ban Nha, theo Swiftair. Một người đại diện của Air Algérie Burkina Faso, Kara Terki, phát biểu trong một cuộc họp báo rằng tất cả hành khách trung chuyển đi châu Âu, Trung Đông, hoặc Canada.
| Quốc gia     | Số lượng |
| ------------ | -------- |
| Algérie      | 6        |
| Bỉ           | 1        |
| Burkina Faso | 27       |
| Cameroon     | 1        |
| Canada       | 5        |
| Ai Cập       | 1        |
| Pháp         | 50       |
| Đức          | 4        |
| Lebanon      | 8        |
| Luxembourg   | 2        |
| Mali         | 1        |
| Nigeria      | 1        |
| Romania      | 1        |
| Tây Ban Nha  | 6        |
| Thụy Sĩ      | 1        |
| Ukraina      | 1        |
| Tổng         | 116      |